# Eric Mayer
Eric Mayer (* 22. August 1980 in Rodgau-Jügesheim) ist ein deutscher Fernsehjournalist, Moderator und Autor.

## Leben
Sein Studium der Theater-, Film- und Medienwissenschaft sowie der Amerikanistik (Magister Artium) schloss Mayer an der Goethe-Universität in Frankfurt am Main ab. Erste Moderationserfahrungen sammelte er ab 2002 beim Radiosender Radio Fortuna. Von 2004 bis 2008 war Mayer als Moderator und Redakteur beim Musiksender Planet Radio tätig. Es folgte ein erstes Fernsehengagement als Reporter bei der Nachrichtensendung logo, die auf ZDFtivi und KiKA ausgestrahlt wird.
Seit dem 6. September 2008 ist Eric Mayer Moderator des ZDF-Entdeckermagazins PUR+. Außerdem ist er als Reporter für das auslandsjournal und die Frühlings- und Herbstshows des ZDF unterwegs. Auf 3sat moderierte er die Kultursendungen „Theater: Ein Fest!“ und „Raumwelten“ und im ZDF die Doku „Bühnenzauber – Hinter den Kulissen der Berliner Staatsoper“. Für ZDF WISO moderierte er ein YouTube Format sowie die Rubrik „Was wäre, wenn …“. Seit 2020 moderiert er auch das ZDF-Bildungsangebot „Terra X plus“.
Von 2014 bis 2018 vermittelte er in der Bühnenshow Schlau hoch 2 – Vince und Eric reisen zu den Sternen gemeinsam mit dem Kabarettisten Vince Ebert Wissen rund um das Thema Universum.
Im Dezember 2014 erschien von ihm das Buch TV-Wissenschaftsmagazine auf Heldenreise, worin er dramaturgische Muster dieses Fernsehgenres untersucht und aufzeigt.
2020 startete seine Sachbuchreihe für Kinder „Eric erforscht …“ im Carlsen Verlag. Für seinen Wissens-Podcast „Eric erforscht …“ führt er Interviews mit Personen des Zeitgeschehens.
Seit dem 24. Oktober 2022 moderiert er im Wechsel mit anderen Kollegen die Sendung nano.
Seit dem 14. Juni 2023 ist Eric Mayer neuer Stifter der Come Out! Stiftung, die von Lilo Wanders initiiert wurde.

## Auszeichnungen
Für seine journalistische Tätigkeit wurde er unter anderem 2010 in Argentinien mit dem Mi TV Award sowie 2011 mit dem Goldenen Spatzen ausgezeichnet.
Am 11. Juni 2014 erhielt Eric Mayer im Rahmen des 5. Urban Mining Kongresses 2014 den Urban Mining Award 2014 für Publizistik.
Am 26. September 2014 wurde die pur+ Folge „Hilfe, ich bin ein Vorurteil“ mit dem Robert-Geisendörfer-Preis ausgezeichnet.
2017 war er für seine Moderation der Sendung PUR+ für den Grimme-Preis nominiert.